# Xuxa no Mundo da Imaginação
Xuxa no Mundo da Imaginação foi um programa infantil produzido pela TV Globo, e exibido nas manhãs de segunda a sexta-feira de 28 de outubro de 2002 até 31 de dezembro de 2004. Apresentado por Xuxa, com direção inicial de Mário Meirelles, Pedro Vasconcelos e Peter Bretas, direção geral de Mário Meirelles, texto de Tonio Carvalho, Péricles Barros, Cláudio Lobato, Luciana Sandroni, Mariana Mesquita, Guto Lins e Alessandra Poggi, direção de produção de Alexandre Ishikawa, produzido pelo núcleo Roberto Talma.
Misturando quadros, clipes musicais, narração de histórias infantis de forma divertida e didática, o infantil também resgatava cantigas de roda e brincadeiras lúdicas e tradicionais, como amarelinha, corrida das maças e corrida do saco.

## Produção
Em 2001, Xuxa revelou que tinha o objetivo de voltar a se dedicar às crianças, pois desde o fim do Xuxa Park, ela estava ligada com o Planeta Xuxa, programa que era exibido aos domingos e dedicado aos jovens. Depois de sua parceria de muitos anos com sua empresária Marlene Mattos, Xuxa acabou com o Planeta Xuxa e se dedicou ao Xuxa no Mundo da Imaginação. Os cenários - com castelos, casinhas de doces, flores coloridas, montanhas e nuvens - tinham o objetivo de retratar os símbolos das histórias infantis e transportar as crianças para o mundo da imaginação. Os bonecos que faziam parte do programa foram criados pelo grupo de teatro Cem Modos.

## O programa
Xuxa no Mundo da Imaginação era voltado para um público de zero a dez anos e foi concebido com a ajuda de educadores e profissionais especializados. Com cunho educativo, o programa infantil optou por não exibir desenhos animados, tendo quadros e números musicais produzidos de forma quase artesanal, com tempo e linguagem diferentes dos programas infantis apresentados por Xuxa até então. Os cenários desses quadros e números musicais procuravam transmitir a ideia do mundo idealizado pelas crianças: castelos, casinha de doces, flores coloridas, montanhas e nuvens. Ali estavam presentes símbolos das histórias infantis, com o intuito de que a criança se sentisse transportada para o mundo da imaginação.
- O programa, com cerca de 40 minutos de duração, era divido em quatro blocos e contava com 32 quadros exibidos alternadamente ao longo da semana. Através de recursos de computação gráfica, Xuxa aparecia sentada em um Globo Terrestre, com o fundo azul repleto de nuvens brancas, e apresentava 14 quadros que misturavam entretenimento e elementos didáticos. 

### Música
A música de abertura não entrou em nenhum álbum do XSPB, mas em 2013 entrou no álbum Seleção Fãs da coletânea "Xou da Xuxa". Assim como incluiu a trilha do novo clipe de abertura em Novembro de 2004, na qual, Xuxa aparecia mudando virtualmente de figurino e em seguida a versão estendida para a apresentação nas primeiras edições do TV Xuxa em 2005, e a trilha do quadro "Era uma vez" que foi executada uma vez no programa.

### Especiais de Natal
No dia 25 de dezembro de 2002, foi apresentado um especial de Natal de Xuxa no mundo da imaginação. Ao lado do padre Marcelo Rossi, Xuxa falou sobre o aniversário do Menino Jesus, leu cartas escritas por crianças para Deus e narrou o nascimento de Jesus, que foi interpretado pelas crianças Debby, Bruno, Tata, Renan e Andrey. O programa teve a participação da Intrépida Trupe Infantil, dos dançarinos do Balé Dalal Achcar, que apresentaram uma adaptação do Quebra-Nozes de Tchaikovski, e do cantor Vinny. Por conta do programa especial, Xuxa no mundo da imaginação foi mais longo, e Sítio do picapau amarelo (2001) e TV Globinho (2000) não foram exibidos nesse dia.

### Reformulações e extinção
Em abril de 2003, o infantil estreou uma nova fase, sob a direção de Pedro Vasconcelos, Marcelo Zambelli e Mário Meirelles, com direção geral do último, e com texto de Tonio Carvalho, Claudio Lobato e Adriana Chevalier. Entre as novidades estava o quadro Imaginação radical, apresentado pelo ator Cláudio Heinrich, que mostrava esportes como skatismo, voo livre, mergulho e alpinismo, além de entrevistas com atletas famosos. Esse quadro tinha o objetivo de atingir meninos entre quatro e oito anos de idade, que, segundo uma pesquisa, não se identificavam muito com o programa e a apresentadora. Outra novidade do infantil foi o Jornal Mundo da Imaginação, um telejornal educativo que tinha como âncoras os bonecos Xuxinha e Guto. A grande alteração ficou por conta da entrada de desenhos animados, que até então não eram exibidos no programa.
Em junho de 2003, Mário Meirelles saiu da direção geral de Xuxa no Mundo da Imaginação e Blad Meneghel, irmão de Xuxa, assumiu o comando da atração. O programa continuava a ser produzido pelo Núcleo Roberto Talma. 
Em agosto de 2004, o infantil sofreu novas mudanças e adotou uma nova cara, tendo o circo como tema. Palhaços, malabaristas e mágicos eram os novos personagens que animavam as crianças e protagonizavam os quadros, clipes musicais e brincadeiras ao lado de Xuxa. O cenário também foi reformulado e a grande atração era uma piscina de bolas em formato de cartola. Além disso, a arquibancada onde os pais das crianças eram acomodados foi transferida para o palco, ficando mais próximo das crianças e da apresentadora. 
Mesmo com as reformulações, Xuxa no Mundo da Imaginação não conseguiu atingir bons índices de audiência e saiu da grade de programação da Rede Globo em dezembro de 2004.
No ano seguinte, Xuxa voltou à programação com um novo programa, o TV Xuxa.
Foi o segundo programa de Xuxa a ser comercializado em home-video (o primeiro foi o Xou da Xuxa). Foi lançado em 2006 um primeiro volume com coletâneas de histórias do quadro "Era uma Vez" e videoclipes, e em 2014, o segundo volume foi lançado. Os dois DVDs foram um sucesso de vendas. No meio do programa especial de aniversário de 40 anos da apresentadora, Renato Aragão (Didi Mocó, dos Trapalhões) entregou a Xuxa o prêmio Grammy Latino que ela havia recebido pelo Xuxa Só Para Baixinhos 2. 

## Repercussão

### Audiência
O programa estreou com 19 pontos de audiência. No decorrer do primeiro ano, no entanto, foi perdendo audiência, ficando em segundo lugar, atrás do Bom Dia & Companhia, na época apresentado por Jackeline Petkovic, que chegava a atingir 17 pontos contra a 10 da Rede Globo. Em 2003 o programa já havia perdido mais da metade da audiência, tendo uma média de apenas 6 pontos. Nesta época também enfrentava o Note e Anote, da RecordTV, que ultrapassava o infantil em diversos dias, deixando o Xuxa no Mundo da Imaginação em terceiro lugar. Em 2004 – mesmo com as reformulações e uma diminuição da audiência do Bom Dia & Companhia pela saída de Jackeline – o programa não conseguiu reagir, registrando a média de apenas 5 pontos.

### Prêmios
Em 2003 o programa foi eleito o pior programa infantil no Troféu Santa Clara, que elege os programas de baixa qualidade da TV brasileira, 21.861 votos foram para o programa da apresentadora global .Em 2004 O programa infantil "Xuxa no Mundo da Imaginação", da Globo, ficou em primeiro lugar como pior programa infantil na opinião dos leitores da Folha Online pela segunda vez, a atração recebeu quase metade (17.597) do total de votos recebidos (38.007) 

### Internacionalização
Xuxa chegou a receber propostas de apresentar o programa fora do Brasil, chegando a gravar um piloto em espanhol. Emissoras como Telemundo (Rede de TV Latina dos Estados Unidos) e TV5Monde (Rede de TV Francesa) chegaram a apresentar propostas a apresentadora. 

## Quadros
O mais longo dos quadros era Cantinho das histórias, com até dez minutos de duração, no qual Xuxa contava histórias infantis com a ajuda de bonecos, fantoches e/ou atores convidados. O quadro Cantigas era um dos destaques do programa. Nele, cantores conhecidos faziam releituras de clássicos do nosso cancioneiro. Outros quadros de Xuxa no mundo da imaginação eram Enciclopédia, em que Xuxa mostrava e explicava para as crianças o significado de termos, palavras e objetos, e Gym, em que um dançarino ensinava coreografias. Além dos já citados, outros quadros que tiveram destaque no programa foram ApresentaCão, em que Xuxa faz paródia de músicas, com a ajuda de um cachorro, e Bruxa Keka, onde a personagem Keka, vivida por Xuxa, procurava crianças mal-educadas para transformar em bruxinhas, e Opostos, em que Xuxa veste de uma palhaça, ensina opostos para crianças como, Perto e Longe, Cheio e Vazio, Dia e Noite e etc.
- Era Uma Vez...
- Cantigas
- Gym
- Apresentacão
- Bruxa Keka
- Fabrincando
- Enciclopédia
- Bla, Bla, Blá
- Clip x
- Palhaçinha (Opostos)
- O Que Fazer
- Imaginação radical
- O jornal mundo da imaginação
- Vila da paz
- Clipes do Xou da Xuxa
- Playground
- Receitas
- Tem talento
- Sem Pé, Nem Cabeça

## Desenhos
- A Turma do Pato Bill
- Homem-Aranha
- O Mundo Redondo de Olie
- Bob Esponja
- Os Castores Pirados
- A Vida Moderna de Rocko
- CatDog
- Cubix

### Seriados
- Power Rangers
- Urso na Casa Azul

## Equipe
Apresentação
- Xuxa

Elenco infantil
- Debby Lagranha
- Eike Duarte
- Brunno Abrahão
- Maria Mariana Azevedo
- Vitor Sena
- Luma Antunes

## Equipe de produção

### 2002:
Direção: Mário Meireles (direção geral) , Pedro Vasconcelos, Peter Bretas.
Núcleo: Roberto Talma
Redação: Tonio Carvalho, Péricles Barros, Claudio Lobato, Luciana Sandroni, Mariana Mesquita, Guto Lins, Alessandra Poggi. 
Pesquisa - Joanna Barreto
Cenografia - Lueli Antunes
Cenógrafos assistentes - Milton de Biase Costa, Tamy Yael Leftel e Marco André Carvalho
Figurino - Marcelo Cavalcante, Maíza Jacobina e Helena Araújo
Figurinistas assistentes - Jaqueline Damas Lins e José Rodrigues Abissulo
Equipe de apoio ao figurino - Nicodemos de Souza Rosa, Cristiano Ribeiro Coelho e Maria Marluce Ferreira
Direção de fotografia - Ricardo Fujji
Direção de iluminação - Luiz Leal
Equipe de iluminação - Gilson Ramos da Cruz, Júlio Cézar Braga, Luiz Carlos Gonzaga, Marcelo Pereira de Oliveira, Eduardo Cristovam Martins, Márcio Gustavo Ferreira e Adelino Ferreira dos Santos
Produção de arte - Denise Garrido
Produção de arte assistente - Anna Helena Ramos e Priscila Paiva Mesquita
Equipe de apoio a arte - Marcos de Oliveira e Ronaldo Ferreira Lopes
Coreografia - Fly
Instrutora de dramaturgia - Amanda Marcatti
Produção musical - Márcio Lomiranda
Caracterização - Lindalva Veronez
Edição - Jorge Rui, Blad Meneghel, Paulo Campos, Rogério Legey e Renata Tavares
Apoio a edição - Daniela Gleiser
Sonoplastia - Leonardo da Vinci, Felipe Góis, Gerson Braga e Carlos Pereira
Efeitos visuais - Eduardo Halfen
Videografismo - Reinaldo Waisman
Efeitos especiais - Gilson Figueiredo
Abertura - Hans Donner, Alexandre Pit Ribeiro e Marcello Carvalho
Câmeras: externa e estúdio - Paulo Cardozo, Fred Rangel, Osvaldo Rogério, Cid Rima, Selmo Cardoso e Valter Bezerra
Equipe de apoio a operação de câmera - Frederico Castilho de Lima
Equipe de vídeo - Márcio Aloysio Pinto, Amilton Machado Vinagre e Reginaldo Silveira Vieira
Equipe de áudio - Eduardo Tadeu Simões e Newton Fernandes Filho
Supervisor e op. sistema - Roberto Lucas
Gerente de projetos - Alexandre Gama
Supervisão de produção de cenografia - Alberto Prata da Costa, Cícero Domingos da Silva, Paulo da Silva Pinto
Equipe de cenotécnica - Luiz Sérgio Dias de Freitas, Marcelo do Valle Neves, Sílvio Ricardo Gracindo e Valéria Santiago Trocilo
Continuidade - Eugênia Lopes
Assistentes de direção - Tande Bressane, Fábio Strazzer e Patrícia Faloppa
Produção de engenharia - Alfredo Campos
Equipe de produção - Antônio Joaquim Lopes, Fabrício Ferreira Marques, Silvânia da Silva Sant'Anna, Fábio Depes Dolabella, Karen Terahata Alvarez, Luciana da Silva Vinco, Otto Gama, Sidnei Fernandes de Lima, Vanderlei Machado da Silva e José Edson da Silva
Coordenação de produção - Suzana Furtado
Gerência de produção - Lou Freitas
Direção de produção - Alexandre Ishikawa

### Fase Circo (2004):
Redação:  Alexandre Plosk, Celso Taddei, Flávio de Souza, Manuela Dias, Thereza Falcão
Direção: Marcelo Zambelli, Teresa Lampreia, Blad Meneghel
Núcleo: Roberto Talma
Direção de Produção: Flavio Nascimento